# Stenstuen (Samsø)
Stenstuen ( „Steinstube“, auch Steenstien) ist ein Ganggrab der Trichterbecherkultur (TBK) nördlich von Alstrup, am Stavns Fjord, etwa 600 m südöstlich des Flugplatzes auf der Insel Samsø in Dänemark.
Auf Samsø befinden sich mehrere, etwa 5500 Jahre alte Megalithanlagen aus der Jungsteinzeit. Zur Zeit der Errichtung der Anlage bestand Samsø aus zwei Inseln. Eine spätere Landhebung erzeugte die heutige Küste. Stenstuen wurde auf der Nordseite der Südinsel errichtet. Ohne Dämme würde das Meer das niedrig gelegene, angrenzende Gebiet „Stavns Made“ bedecken, das trotz der nacheiszeitlichen Landhebung noch auf Meereshöhe liegt. 
Stenstuen ist ein Runddysse mit einer schmalen, rechteckigen Kammer; die aus vier stark einwärts geneigten Tragsteinen und dem Deckstein besteht. Der Zugang ist unklar. Nur einer der großen Steine steht auf seiner kleinsten Fläche, so dass die Anlage noch Elemente des Urdolmen aufwies. Der sorgfältig ausgewählte rote Endstein besteht aus Granit. Der Grabhügel ist noch nie archäologisch untersucht worden.